# Ministère de l'Éducation et de la Formation
Le Ministère de l'éducation et de la formation  (en vietnamien : Giáo dục và Đào tạo) est un ministère du gouvernement du Viêt Nam dont le siège est dans le district de Hai Ba Trung à Hanoï au Viêt Nam.

## Missions
Le ministère est responsable de l' enseignement général  et de l'enseignement supérieur et universitaire du Viêt Nam .
le Ministère est responsable de la performance et de la réglementation des établissements d'enseignement qui en relèvent, mais pas de la propriété foncière ni du financement. 
La propriété et la responsabilité administrative et financière de la plupart des établissements d'enseignement, y compris tous les établissements d'enseignement général, relèvent des provinces ou des districts, qui jouissent d'une autonomie substantielle sur de nombreuses décisions budgétaires en vertu de la constitution vietnamienne. 
Certaines institutions sont également contrôlées par d'autres ministères centraux, mais principalement au niveau de l'enseignement supérieur (lycée et collèges).

## Organisation
Le ministère dispose de départements au niveau provincial, au sein desquels il existe également des bureaux de district et des départements centraux. 
Les départements ministériels sont :  
- 1. Éducation de la petite enfance
- 2. Enseignement primaire
- 3. Enseignement secondaire
- 4. Enseignement supérieur
- 5. Éducation ethnique
- 6. Éducation permanente
- 7. Défense nationale et éducation à la sécurité
- 8. Éducation politique et des affaires étudiantes
- 9.  Éducation physique
- 10. Organisation et ressources humaines
- 11. Planification, Finances
- 12. Sciences, technologie et environnement
- 13  Service juridique
- 14. Émulation et récompenses
- 15. Cabinet du ministère
- 16. Inspection
- 17. Gestion de la qualité.
- 18. Enseignants et responsable de l'administration de l'éducation
- 19. Technologies de l'information
- 20. Coopération internationale
- 21. Infrastructures

## Universités
Les établissements d'enseignement supérieur dépendant du ministère sont:
- Institut polytechnique de Hanoï
- College of Social Labour
- College of Chemicals
- Ho Chi Minh City College of Marketing
- College of Mining Engineering
- Ho Chi Minh City Procuratorial College
- University of Trade Unions
- Institute of Journalism and Propaganda
- Hanoi University of Education No.2
- Hanoi National University of Education
- Quy Nhon University of Education
- Ho Chi Minh City Technical Teacher Training University
- Banking University, Ho Chi Minh City
- Hanoi Open University (HOU)
- Phuong Dong University
- Van Lang University (VLU)
- Hung Vuong University (HVU)